# Џек Кирби
Џек "Кинг" Кирби (енгл. Jack "King" Kirby, рођен као Џејкоб Кертсберг, енгл. Jacob Kurtzberg, 28. август 1917. – 6. фебруар 1994) био је амерички илустратор, писац и уређивач стрипова, широко познат као један од најплоднијих и најутицајнијих ствараоца. Одрастао је у Њујорку, а научио је цртати прецртавајући ликове из стрипова. У настајућу индустрију стрипова ушао је тридесетих година прошлог века, цртајући различите стрипове под различитим псеудонимима, укључујући "Џек Кертис", пре него што се коначно одлучио на "Џек Кирби". Он и писац Џо Сајмон су 1940. године створили веома успешног суперхеројског лика Капетана Америку за Тајмли Комикс, претходника Марвел Комикса. Током четрдесетих година, Кирби је редовно сарађивао са Сајмоном, стварајући бројне ликове за ту компанију, као и за Нешнал Комикс Пабликејшнс, који је касније постао DC стрипови.